# Worimi-Nationalpark
Der Worimi-Nationalpark ist ein Nationalpark im Osten des australischen Bundesstaates New South Wales, 143 km nordöstlich von Sydney und 23 km nordöstlich von Newcastle.
Der Park zwischen dem Tilligerry-Nationalpark im Norden und dem Tomaree-Nationalpark im Osten umfasst an seiner Südgrenze Strände von Stockton bis Anna Bay und nördlich davon etliche Kult- und Naturstätten des Aboriginesvolkes der Worimi. Die örtliche Worimi-Gemeinde ist an der Verwaltung beteiligt.